# Walter de Aquitania

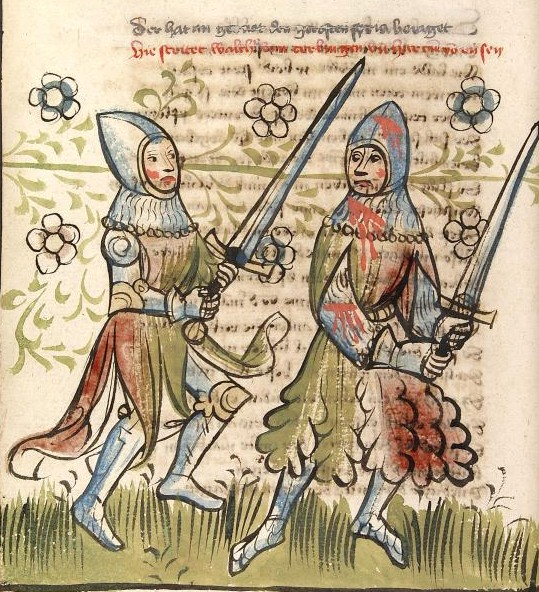
Walter luchando.

Walter de Aquitania (en inglés: Walter of Aquitaine; alemán: Walther von Aquitanien; latín: Waltharius Aquitanus) es un rey legendario de los visigodos. Figura en varios poemas épicos y obras narrativas de la época medieval:
- Waldere, un fragmento en inglés antiguo
- Waltharius, un poema épico en latín realizado por el monje Ekkehard I de San Gall
- Chronicon Novaliciense («Crónica de Novalesa»), una crónica en prosa latina compuesta hacia el año 1060, en la abadía de Novalesa:[1] Waltarius figura en los capítulos 7-13
- Nibelungenlied, un poema épico en antiguo alto alemán en el que Walter aparece brevemente mencionado
- Walther, un poema épico perdido en alto alemán medio del que se conocen varios fragmentos breves de diferentes redacciones. En estos el héroe a veces recibe el nombre de «Walther von Kärlingen»
- Þiðrekssaga, que narra las historias de Walter brevemente en los capítulos 241-244
- Chronicon Poloniae («Crónica de Polonia») por Boguchwał, que esboza la historia de Walter como un conde polaco, Wdaly Walczerz, en el año 1135.

El más completo de estos relatos es el segundo (Waltharius), el poema épico en latín del siglo IX Waltharius, en el que Walter lucha él sólo contra el rey burgundio Gunther y su séquito, matando a todos los atacantes salvo Gunther y Hagen (o Guntario y Hagano, respectivamente, en algunas versiones). En la literatura posterior, Walter figura en la novela de Scheffel titulada Ekkehard (1887).
Walter no es un rey histórico, pero el núcleo histórico de los acontecimientos radica en el siglo V, en el reinado de la dinastía baltinga, después de que el rey Walia estableciera un reino visigodo en Aquitania en el año 417, chocando con los vándalos bajo el rey Gunderico. Los burgundios se convirtieron en vecinos de los visigodos después de ser reasentados en Saboya por Flavio Aecio en 443 durante el gobierno de Gondioc de Burgundia.